# الأكاديمية الدولية لتاريخ العلوم
الأكاديمية الدولية لتاريخ العلوم هي منظمة عضوية لمؤرخي العلوم. تأسست الأكاديمية في 17 أغسطس 1928 في مؤتمر العلوم التاريخية من قبل ألدو مييلي وأبيل ري وجورج سارتون وهنري إي سيجيريست وتشارلز سينجر وكارل سودهوف ولين ثورندايك.

## الروابط الخارجية
- موقع الأكاديمية الدولية لتاريخ العلوم